# 史普尼克2號
史普尼克2號（俄语：Спутник-2）是苏联史普尼克計畫之中发射的第二颗人造卫星，也是第二枚进入地球轨道的人造卫星。它于1957年11月3日发射，它搭载着一只名为莱卡的小狗——第一个绕地球轨道飞行的生物。在进入轨道后，其内部温度上升到40摄氏度，导致莱卡仅存活了数小时，而不是计划中的几天。

## 過程
1957年11月3日02:30:42UTC，史普尼克2號於從NIIP-5試驗場的LC-1發射台發射升空（與史普尼克1號使用同一發射台和火箭）。進入軌道後，史普尼克2號的鼻錐被成功拋棄，但衛星並未與Blok A分離。火箭芯級未能分離，導致熱控系統無法工作。隔熱材料撕裂導致控溫系統異常，使艙內溫度升高到40 °C（104 °F）。失重後3小時，萊卡的心搏才回到每分鐘102下，回復時間比地面訓練時要長了三倍。初期遙測顯示萊卡焦躁不安，但仍有進食。5至7小時後，萊卡徹底失去生命跡象。
蘇聯科學家曾在萊卡的食物中加入毒藥，將萊卡安樂死。多年以來，這些人不斷爭論她究竟是因為太空艙電力耗盡窒息而死，還是吃了食物而被安樂死。萊卡確切的死因一直爭論不休，直到1999年，數筆俄羅斯的資料顯示，萊卡在环绕地球飞行第四圈时因太空艙過熱而中暑死亡。2002年10月，當時負責此計畫的一位科學家狄米特里·馬拉申科夫（Dimitri Malashenkov）透露萊卡是因過熱而死。根據他在美國德州休斯頓的世界太空會議上報告的一份資料，「這次實驗顯示，在如此緊湊時間不可能建造一個可靠的恆溫系統。」
1958年4月14日，史普尼克2號在飛行5個月之後，帶著萊卡的屍體一同墜落，在大氣層中焚燬，一共繞行了地球2,570圈。